# Асхабов, Хусейн Магомедович
Хусе́йн Магоме́дович Асха́бов (род. 13 февраля 1995, Грозный) —  французский боец смешанных единоборств чеченского происхождения, самбист, чемпион мира по УКАДО 2011 года, чемпион мира по грэпплингу, чемпион Франции по ММА. В 2012 году вместе с братом-близнецом Хасаном перебрался во Францию, где начал выступать за парижский клуб «Gladiator fight». 19 февраля 2023 года в Лас-Вегасе дебютировал в UFC Fight Night, где встретился с Джамалом Эммерсом, которому проиграл по решению судей.

## Статистика боёв
| Результат | Дата                  | Турнир                                            | Соперник           | Страна     | Раунд | Время | Метод                           |
| --------- | --------------------- | ------------------------------------------------- | ------------------ | ---------- | ----- | ----- | ------------------------------- |
| Победа    | 21 сентября 2019      | WWFC 15                                           | Луис Фильо         | Бразилия   | 1     | 1:20  | Сабмишном (удушение гильотиной) |
| Победа    | 24 марта 2018 года    | WWFC 10 - World Warriors Fighting Championship 10 | Эдилсон Тейксейра  | Бразилия   | 2     | 3:29  | Скручивание пятки               |
| Победа    | 17 декабря 2016 года  | WWFC — Cage Encounter 5                           | Донован Дезми      | Бельгия    | 3     | 5:00  | Единогласное решение            |
| Победа    | 30 сентября 2016 года | WWFC — Octagon Pride                              | Бруно Боргес       | Португалия | 2     | 1:03  | Технический нокаут (удары)      |
| Победа    | 4 октября 2015 года   | WFCA 9 — Grozny Battle                            | Дуэн ван Хельвойрт | Нидерланды | 3     | 5:00  | Единогласное решение            |
| Победа    | 13 июня 2015 года     | Грозная битва 3                                   | Мамаду Гуейе       | Россия     | 1     | 2:55  | Болевой на ногу                 |
| Победа    | 4 апреля 2015 года    | WWFC — Cage Encounter 3                           | Николя Негреа      | Украина    | 1     | 1:49  | Болевой на руку                 |
| Победа    | 13 декабря 2014 года  | WWFC — Cage Encounter 2                           | Бенджамин Брандер  | Молдова    | 5     | 5:00  | Единогласное решение            |
| Победа    | 14 июня 2014 года     | WWFC — Cage Encounter                             | Киприан Марис      | Молдова    | 1     | 1:34  | Нокаут                          |
| Победа    | 21 декабря 2013 года  | GEFC — Battle on the Gold Mountain                | Сергей Самолюк     | Украина    | 2     | 5:00  | Единогласное решение            |
| Победа    | 29 ноября 2013 года   | GEFC — Battle for the Crimea                      | Леонид Тухов       | Украина    | 3     | 5:00  | Раздельное решение              |
| Победа    | 31 августа 2013 года  | ECSF — Battle for a Lubart’s Castle               | Мамука Овакимян    | Грузия     | 1     | 1:30  | Сабмишн (рычаг локтя)           |
| Победа    | 5 июля 2013 года      | ECSF — MMA South Ukraine Cup                      | Виталий Максимов   | Украина    | 1     | 4:51  | Сабмишном (рычаг локтя)         |
| Победа    | 8 июня 2013 года      | GEFC — Urban Legend Prestige 2                    | Wemba N’Zuzi       |            | 2     | 4:05  | Техническим нокаутом (удары)    |
| Победа    | 27 апреля 2013 года   | ECSF — Urban Legend Prestige                      | Wilson Ribeiro     |            | 1     | 4:05  | Сабмишном (рычаг локтя)         |
| Победа    | 30 марта 2013 года    | ECSF — Strike Punch Championship                  | Maxime Cousin      |            | 1     | 0:40  | Сабмишном (рычаг локтя)         |